# Ангола на Светском првенству у атлетици на отвореном 2023.
Ангола је учествовала на 19. Светском првенству у атлетици на отвореном 2023. одржаном у Будимпешти од 19. до 27. августа. Репрезентацију Анголе представљала је један атлетичар који се такмичио у трци на 200 метара.,
На овом првенству такмичар Анголе није освојио ниједну медаљу али је оборио национални и лични рекорд.

## Учесници
Мушкарци: 
- Маркос Сантос — 200 м

## Резултати

### Мушкарци
| Атлетичар     | Дисциплина | Лични рекорд | Квалификације | Квалификације | Полуфинале           | Полуфинале           | Финале               | Финале       | Детаљи |
| Атлетичар     | Дисциплина | Лични рекорд | Резултат      | Место         | Резултат             | Место                | Резултат             | Место        | Детаљи |
| ------------- | ---------- | ------------ | ------------- | ------------- | -------------------- | -------------------- | -------------------- | ------------ | ------ |
| Маркос Сантос | 200 м      | 21,57        | 21,05 НР, ЛР  | 7. у гр. 3    | Није се квалификовао | Није се квалификовао | Није се квалификовао | 45 / 54 (57) |        |